# 4-Nitrofenol
4-Nitrofenol – organiczny związek chemiczny z grupy fenoli zawierający grupę nitrową (−NO
2).

## Właściwości
Tworzy kryształy w dwóch formach polimorficznych. Forma α jest bezbarwna, odporna na działanie światła, lecz nietrwała w temperaturze pokojowej. Forma β jest żółta i trwała w ciemności, pod wpływem światła przybiera stopniowo czerwony kolor.
Umiarkowanie rozpuszcza się w wodzie, rozpuszczalność znacznie wzrasta po zalkalizowaniu środowiska wskutek wytworzenia anionu nitrofenoksylowego, O
2N−C
6H
4−O−
. Jest dobrze rozpuszczalny w rozpuszczalnikach organicznych, m.in. w alkoholach, eterze dietylowym, chlorku metylenu. Posiada zapach fenolowy, znacznie słabszy od innych fenoli.
Grupa nitrowa w pozycji para stabilizuje anion fenoksylowy, znacząco zwiększając kwasowość 4-nitrofenolu (pKa = 7,15 w porównaniu do pKa = 9,99 dla fenolu niepodstawionego). Kwaśne roztwory 4-nitrofenolu są bezbarwne, natomiast w warunkach zasadowych przybierają intensywną żółtą barwę (zmiana barwy w zakresie pH = 5–7).

## Zastosowanie
Wykorzystywany jest w chemii analitycznej jako wskaźnik pH oraz jako substrat w syntezie organicznej wykorzystujący elektronoakceptorowe własności grupy p-nitrofenylowej. Estry p-nitrofenylowe kwasów karboksylowych to tak zwane estry aktywne, ulegające łatwo reakcji z alkoholami (transestryfikacja) i aminami, pozwalając na otrzymywanie estrów alkilowych i amidów w łagodnych warunkach. Strategia taka wykorzystywana jest m.in. w syntezie peptydów oraz do wprowadzania grup reporterowych (np. znaczników fluorescencyjnych) do biocząsteczek.
Stosowany jest także jako grupa ochronna estrów fosforowych nukleozydów oraz jako dobra grupa opuszczająca w czynnikach fosforylujących. Elektronoakceptorowe własności reszty p-nitrofenylowej umożliwiają zastosowanie grupy p-nitrofenyloetylowej jako grupy ochronnej alkoholi, amin i fosforanów.

β-Eliminacja grupy p-nitrofenyloetylowej (X = O, N); reszta p-nitrofenylowa obniża gęstość elektronową na atomie węgla α, osłabiając wiązania C
α−H, co sprzyja atakowi nukleofila (:B). Produktem jest cząsteczka z odblokowaną funkcją −XH oraz p-nitrofenyloetylen

## Zagrożenia
4-Nitrofenol podrażnia oczy, skórę oraz drogi oddechowe; może także prowadzić do stanów zapalnych i alergicznych. Wykazuje opóźnioną interakcję z krwią, gdzie tworzy methemoglobinę odpowiedzialną za methemoglobinemię i związane z nią sinicę, dezorientację i utratę przytomności. Połknięty powoduje ból brzucha i wymioty. LD50: 282 mg/kg (mysz, doustnie).